# Федосеєнко Павло Федорович
Федосе́єнко Павло́ Фе́дорович (22 грудня 1897 (3 січня 1898) — 30 січня 1934) — радянський військовий пілот-аеронавт. Командир екіпажу стратостату «Осоавиахим-1».

## Біографія
Народився 3 січня 1898 року в повітовому місті Острогожську Воронезької губернії Російської імперії.
Учасник Першої світової війни.
У 1918 році добровільно вступив до лав РСЧА. У 1919 році закінчив курси повітроплавання. Як командир 9-го повітроплавального загону РСЧА брав участь у Громадянській війні в Росії.
Протягом 1922—1931 років встановив кілька рекордів СРСР з тривалості й висоти польоту на аеростаті, зокрема, 17 липня 1925 року на сферичному аеростаті разом з О. О. Фрідманом здійснив підйом на висоту 7400 метрів. У 1933 році встановив світовий рекорд тривалості польоту на аеростаті класу «А» з пасажиром, перебуваючи в польоті 43 години 7 хвилин.
У 1932 році закінчив Військово-повітряну академію імені Жуковського й факультет дирижаблебудування Комбінату Цивільного повітряного флоту (ЦПФ).
У 1932—1933 роках керував будівництвом стратостату «Осоавиахим-1».
Загинув 30 січня 1934 року під час виконання польоту. Похований у Москві, в некрополі Кремлівської стіни.

## Останній політ
П. Ф. Федосеєнко був призначений командиром екіпажу стратосферного аеростата «Осоавиахим-1». До складу екіпажу входили — бортінженер Васенко Андрій Богданович і науковий співробітник Усискін Ілля Давидович. Це був перший в історії повітроплавання зимовий політ стратостата. Павло Федосеєнко вважав, що ризик зимового польоту був надзвичайно великий.

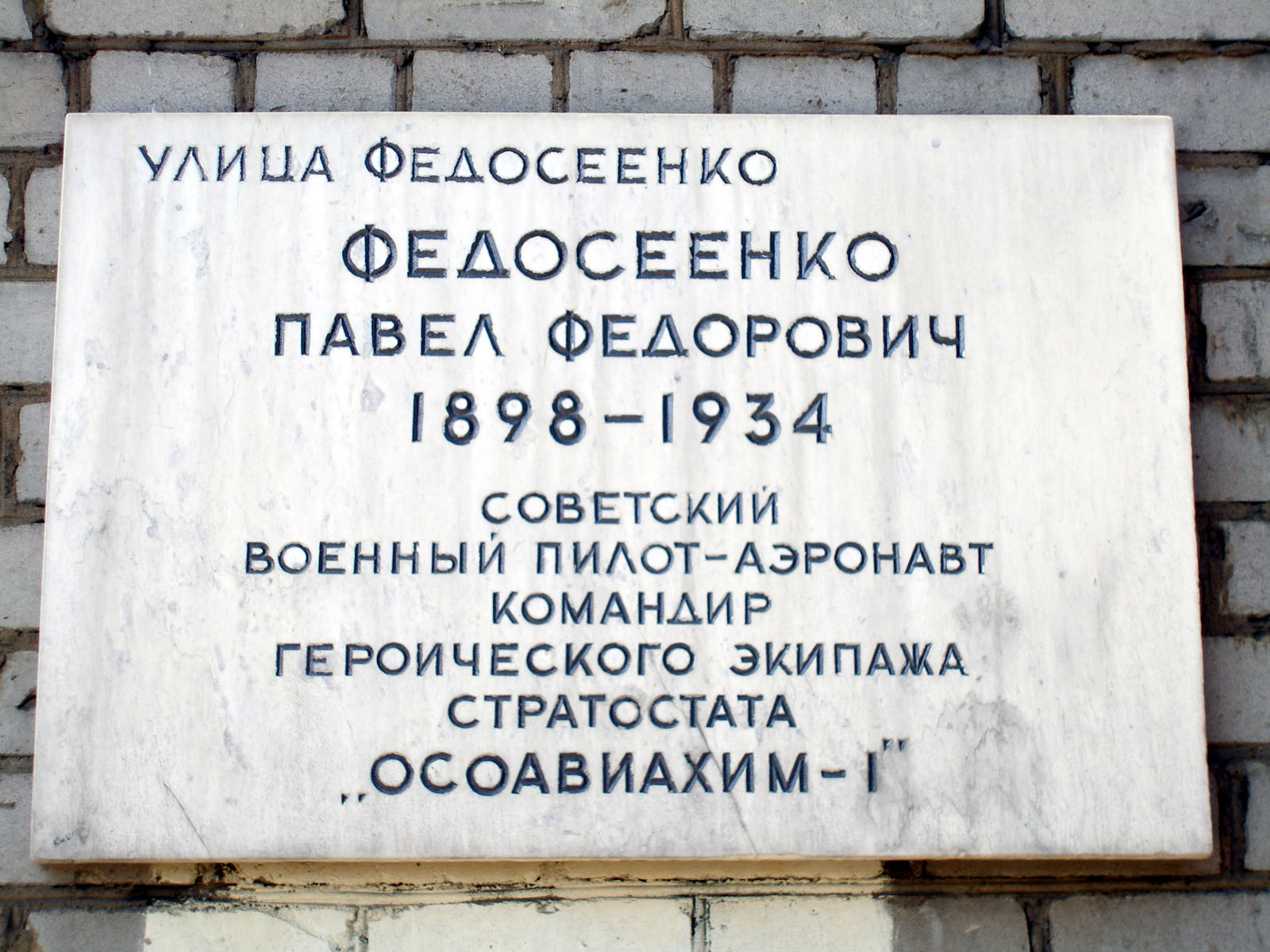
Вулиця Федосеєнка (Санкт-Петербург). Меморіальна дошка на будинку № 12.

Екіпаж стратостату встановив світовий рекорд, піднявшись на висоту 22000 м. Цю васоту в історії людства не вдалося підкорити нікому. Час польоту — 07 год 04 хв. Під час спуску стратостату його оболонка обмерзла і розірвалася, екіпаж загинув.

## Нагороди
- орден Червоного Прапора (1923, за штурм Перекопу[2]);
- орден Леніна (1934, посмертно).

## Пам'ять
У 1940 році в місті Ленінграді (нині — Санкт-Петербург) ім'ям Павла Федосеєнка названо вулицю.
У пам'ять про А. Б. Васенка, П. Ф. Федосеєнка та І. Д. Усискіна, загиблих при встановленні рекорду висотного польоту на стратостаті «Осоавиахим-1», Залізнична вулиця колишнього міста Тушина (з 1960 року в межах Москви), у 1964 році перейменована на проїзд Стратонавтів.